# Jaidon Anthony
Jaidon Anthony (Hackney, 1º dicembre 1999) è un calciatore inglese, attaccante del Burnley.

## Caratteristiche tecniche
Gioca principalmente come ala sinistra, ruolo in cui sfrutta la sua velocità e tecnica.

## Carriera
Club
Bournemouth e vari prestiti
Cresciuto nel settore giovanile del Bournemouth, ha esordito in prima squadra il 1º dicembre 2020, disputando l'incontro di Championship perso per 2-3 contro il Preston North End. Nella stagione 2021-2022, conclusasi con la promozione in prima divisione delle Cherries, ha giocato stabilmente da titolare in seconda divisione.
Prestito al Leeds United
Il 1º settembre 2023 passa in prestito annuale al Leeds United.
Burnley
Il 29 agosto 2024 passa in prestito al Burnley con diritto di riscatto fissato a 9,5 milioni di euro. Contribuisce al ritorno in Premier League della squadra inglese, realizzando 8 goal e 7 assist in 43 presenze di Championship. Al termine della stagione, a seguito del rendimento positivo durante il prestito viene ufficialmente riscattato a titolo definitivo.

## Statistiche

### Presenze e reti nei club
Statistiche aggiornate all'8 maggio 2022.
| Stagione           | Squadra            | Campionato         | Campionato | Campionato | Coppe nazionali | Coppe nazionali | Coppe nazionali | Coppe continentali | Coppe continentali | Coppe continentali | Altre coppe | Altre coppe | Altre coppe | Totale | Totale |
| Stagione           | Squadra            | Comp               | Pres       | Reti       | Comp            | Pres            | Reti            | Comp               | Pres               | Reti               | Comp        | Pres        | Reti        | Pres   | Reti   |
| ------------------ | ------------------ | ------------------ | ---------- | ---------- | --------------- | --------------- | --------------- | ------------------ | ------------------ | ------------------ | ----------- | ----------- | ----------- | ------ | ------ |
| gen.-mag. 2020     | Weymouth           | NLS                | 3+2        | 0+1        | FACup           | -               | -               | -                  | -                  | -                  | -           | -           | -           | 5      | 1      |
| 2020-2021          | Bournemouth        | FLC                | 5          | 0          | FACup+CdL       | 2+0             | 0+0             | -                  | -                  | -                  | -           | -           | -           | 7      | 0      |
| 2021-2022          | Bournemouth        | FLC                | 45         | 8          | FACup+CdL       | 2+1             | 0+0             | -                  | -                  | -                  | -           | -           | -           | 48     | 8      |
| 2022-2023          | Bournemouth        | PL                 | 30         | 3          | FACup+CdL       | 1+3             | 0+1             | -                  | -                  | -                  | -           | -           | -           | 34     | 4      |
| ago. 2023          | Bournemouth        | PL                 | 3          | 0          | FACup+CdL       | 0+1             | 0+0             | -                  | -                  | -                  | -           | -           | -           | 4      | 0      |
| Totale Bournemouth | Totale Bournemouth | Totale Bournemouth | 83         | 11         |                 | 10              | 1               |                    | -                  | -                  |             | -           | -           | 93     | 12     |
| 2023-2024          | Leeds Utd          | FLC                | 31+3       | 1          | FACup+CdL       | 4+0             | 1+0             | -                  | -                  | -                  | -           | -           | -           | 38     | 2      |
| 2024-2025          | Burnley            | FLC                | 12         | 1          | FACup+CdL       | -               | -               | -                  | -                  | -                  | -           | -           | -           | 12     | 1      |
| Totale carriera    | Totale carriera    | Totale carriera    | 129+5      | 13+1       |                 | 14              | 2               |                    | -                  | -                  |             | -           | -           | 148    | 16     |